# Широкотрупни авион
Широкотрупни авион је велики путнички авион са два путничка пролаза између седишта путничке кабине. Ширина трупа авиона је од 5 до преко 6 метара. У типичном распореду економске класе налази се од 7 до 10 седишта у једном реду, допуштајући укупни капацитет од 200 до 600 путника.